# Мурованокуриловецький район
Мурованокурилове́цький райо́н — колишній район у Вінницькій області України. Адміністративний центр — смт Муровані Курилівці. Населення становить 24 919 жителів (01.01.2018).

## Географія
Мурованокуриловецький район розташований у південно-західній частині Вінницької області. Територією протікають річки Дністер, Немія, Лядова, Жван, Караєць. У географічному відношенні район відноситься до лісостепової зони України. На заході він межує з Новоушицьким районом Хмельницької області, а на південному заході — з Сокирянським районом Чернівецької області. На півночі — з Барським, на сході з Шаргородським, на півдні з Могилів-Подільським районами Вінницької області.
Територією району пролягають такі основні автомагістралі державного та обласного значення: Товсте—Дунаївці—Могилів-Подільський; Могилів—Подільський—Дунаївці—Кам'янець-Подільський; E583 (Житомир—Могилів—Подільський). Територією району проходить лінія Південно—Західної залізниці довжиною близько 20 км, від Жмеринки до Могильова-Подільського з виходом на Молдову, Румунію, Придністров'я, Болгарію, Туреччину та інші європейські країни.
Клімат помірно-континентальний при помірних літніх і зимових температурах.
Відома цілюща мінеральна вода «Регіна».
Площа: 886,47 км² 3,4 % від території області. Відстані: від смт Муровані Курилівці до м. Києва залізницею 372 км, автошляхом 380 км.
На території району виявлено такі види корисних копалин: пісок, галька, гравій, глина, пісковик, кварцит, крейда, доломіт, мергель, вапняк, флюорити, фосфорити, граніт.

## Історія
У 1923 році утворюється Мурованокуриловецький район, який спочатку входив до складу Могилів-Подільського округу. З 1956 р. Муровані Курилівці віднесені до категорії селищ міського типу, що сприяло подальшому розвитку господарства, піднесенню культури.
У період німецької окупації на території району було створено концтабір, єврейське населення загнане в гетто. 3000 ос. з числа мирного населення було розстріляно, 2000 ос. вивезено на каторжні роботи в Німеччину.

## Адміністративний устрій
Район адміністративно-територіально поділяється на 1 селищну раду та 24 сільські ради, які об'єднують 60 населених пунктів та підпорядковані Мурованокуриловецькій районній раді. Адміністративний центр — місто Муровані Курилівці.

## Транспорт
Територією району проходять автошляхи E583, Т 0211, Т 0217 та Т 0232.
Залізнична станція Котюжани та зупинний пункт Немерчі.

## Населення
Розподіл населення за віком та статтю (2001)
| Стать | Всього | До 15 років | 15-24 | 25-44 | 45-64 | 65-85 | Понад 85 |
| --- | ------ | ----------- | ----- | ----- | ----- | ----- | -------- |
| Чоловіки | 14 551 | 2903        | 1650  | 4098  | 3819  | 2012  | 69       |
| Жінки | 18 235 | 2749        | 1573  | 4028  | 4955  | 4496  | 434      |
| \| Статево-вікова піраміда \| Статево-вікова піраміда \| Статево-вікова піраміда \| \| ----------------------- \| ----------------------- \| ----------------------- \| \| Чоловіки \| Вік \| Жінки \| \| 69 \| 85 + \| 434 \| \| 145 \| 80-84 \| 663 \| \| 374 \| 75-79 \| 1230 \| \| 787 \| 70-74 \| 1503 \| \| 706 \| 65-69 \| 1100 \| \| 1226 \| 60-64 \| 1810 \| \| 704 \| 55-59 \| 1023 \| \| 901 \| 50-54 \| 1075 \| \| 988 \| 45-49 \| 1047 \| \| 1133 \| 40-44 \| 1099 \| \| 1049 \| 35-39 \| 1005 \| \| 1034 \| 30-34 \| 993 \| \| 882 \| 25-29 \| 931 \| \| 783 \| 20-24 \| 772 \| \| 867 \| 15-20 \| 801 \| \| 1222 \| 10-14 \| 1159 \| \| 988 \| 5-9 \| 959 \| \| 693 \| 0-4 \| 631 \| |        |             |       |       |       |       |          |
| Статево-вікова піраміда |        |             |       |       |       |       |          |
| Чоловіки | Вік    | Жінки       |       |       |       |       |          |
| 69 | 85 +   | 434         |       |       |       |       |          |
| 145 | 80-84  | 663         |       |       |       |       |          |
| 374 | 75-79  | 1230        |       |       |       |       |          |
| 787 | 70-74  | 1503        |       |       |       |       |          |
| 706 | 65-69  | 1100        |       |       |       |       |          |
| 1226 | 60-64  | 1810        |       |       |       |       |          |
| 704 | 55-59  | 1023        |       |       |       |       |          |
| 901 | 50-54  | 1075        |       |       |       |       |          |
| 988 | 45-49  | 1047        |       |       |       |       |          |
| 1133 | 40-44  | 1099        |       |       |       |       |          |
| 1049 | 35-39  | 1005        |       |       |       |       |          |
| 1034 | 30-34  | 993         |       |       |       |       |          |
| 882 | 25-29  | 931         |       |       |       |       |          |
| 783 | 20-24  | 772         |       |       |       |       |          |
| 867 | 15-20  | 801         |       |       |       |       |          |
| 1222 | 10-14  | 1159        |       |       |       |       |          |
| 988 | 5-9    | 959         |       |       |       |       |          |
| 693 | 0-4    | 631         |       |       |       |       |          |

Національний склад населення за даними перепису 2001 року:
| Національність | Кількість осіб | Відсоток |
| -------------- | -------------- | -------- |
| українці       | 32302          | 98,51 %  |
| росіяни        | 350            | 1,07 %   |
| молдовани      | 34             | 0,10 %   |
| білоруси       | 29             | 0,09 %   |
| вірмени        | 19             | 0,06 %   |
| інші           | 57             | 0,17 %   |

Мовний склад населення за даними перепису 2001 року:
| Мова       | Кількість осіб | Відсоток |
| ---------- | -------------- | -------- |
| українська | 32384          | 98,76 %  |
| російська  | 345            | 1,05 %   |
| молдовська | 24             | 0,07 %   |
| білоруська | 16             | 0,05 %   |
| вірменська | 10             | 0,03 %   |
| інші       | 12             | 0,04 %   |

## Політика
25 травня 2014 року відбулися Президентські вибори України. У межах Мурованокуриловецького району було створено 49 виборчих дільниць. Явка на виборах складала — 68,24 % (проголосували 14 504 із 21 253 виборців). Найбільшу кількість голосів отримав Петро Порошенко — 66,49 % (9 643 виборців); Юлія Тимошенко — 16,89 % (2 450 виборців), Олег Ляшко — 5,50 % (797 виборців), Анатолій Гриценко — 2,70 % (392 виборців). Решта кандидатів набрали меншу кількість голосів. Кількість недійсних або зіпсованих бюлетенів — 0,83 %.

## Пам'ятки
- Пам'ятки історії Мурованокуриловецького району
- Пам'ятки археології Мурованокуриловецького району
- Пам'ятки архітектури Мурованокуриловецького району
- Церкви Мурованокуриловецького району

## Персоналії
- Федір Сумневич (1885) — український державний і громадсько-політичний діяч, адвокат.
- Євдокія Рачкевич (1907—1975) — радянська військова льотчиця, учасник Другої світової війни.
- Феодосій Горенчук (1908—1986) — полковник Радянської Армії, учасник радянсько-фінської та німецько-радянської воєн, Герой Радянського Союзу (1944).
- Ганна Дяченко (1947) — поетеса, Відмінник освіти України.
- Яків Давидзон (1912—1998) — український фотомитець, заслужений журналіст України (1987), заслужений працівник культури України, лауреат Державної премії України ім. Т. Г. Шевченка (1977).
- Георгій Бондар (1919—1945) — учасник Німецько-радянської війни, Герой Радянського Союзу (1943).
- Данило Дудко (1921—2009) — вчений в галузі зварювання і матеріалознавства, заслужений діяч науки і техніки України, академік НАН України (1978).
- Микола Гнисюк (1944—2007) — український та радянський фотограф, заслужений діяч мистецтв РФ.
- Віктор Ставнюк (1956) — доктор історичних наук (з 2006), професор (з 2008), завідувач кафедри історії стародавнього світу та середніх віків історичного факультету Київського національного університету імені Тараса Шевченка.
- Антоніна Сторожук (1949) — педагог, фольклорист, етнограф, письменниця, краєзнавець, доцент, кандидат мистецтвознавства, Відмінник освіти України
- Євген Ясногородський (нар. 1937) — білоруський архітектор.